# Carenscoilia monostyla
Carenscoilia monostyla är en plattmaskart som beskrevs av Ax 1974. Carenscoilia monostyla ingår i släktet Carenscoilia och familjen Coelogynoporidae.
Artens utbredningsområde är Galápagosöarna. Inga underarter finns listade i Catalogue of Life.